# Poa unilateralis
Poa unilateralis är en gräsart som beskrevs av Frank Lamson Scribner och George Vasey. Poa unilateralis ingår i släktet gröen, och familjen gräs. Inga underarter finns listade i Catalogue of Life.